# Lucainena de las Torres
Lucainena de las Torres er en by og kommune i det sydøstlige Spanien i provinsen Almería. Den har et indbyggertal på 714 (2024) indbyggere.